# Harwood Hole
Das Harwood Hole (auch Harwood's Hole) ist ein Höhlensystem im Nordwesten  der Südinsel Neuseelands. Sie ist eines von mehreren bedeutenden Höhlensystemen im Takaka Hill zwischen der Golden Bay / Mohua und der Tasman Bay / Te Tai-o-Aorere. Dort wurde für den Film Der Hobbit - Eine unerwartete Reise gedreht. 
Im Harwood Hole befindet sich Neuseelands tiefster senkrechter Höhlenschacht. Er beginnt an der Oberfläche als ein 50 m weiter, runder Eingang und erreicht 183 m Tiefe, um sich später mit der Starlight Cave zu treffen, bei der ein weiterer Ausgang besteht. Der Abstieg erfolgt am Seil und ist wegen der Tiefe etwas Außergewöhnliches. Die Gesamttiefe der Höhle beträgt 357 m.
Henry Harwood (1844–1927) erschloss mit John Horton und Thomas Manson das Gebiet der Canaan Downs und entdeckte Harwoods Hole. Die Höhle wurde jedoch erst 1958 von Höhlenforschern erstmals begangen. Nach weiteren Untersuchungen 1959 war die Höhle die tiefste erforschte Höhle Neuseelands, ein Rekord, der viele Jahre Bestand hatte.